# Akodon siberiae
Akodon siberiae is een zoogdier uit de familie van de Cricetidae. De wetenschappelijke naam van de soort werd voor het eerst geldig gepubliceerd door Myers & Patton in 1989.